# Unfallmechanik
Die Unfallmechanik beleuchtet die Bewegungen und Kräfte, hervorgerufen durch einen Unfall.
- Unfall – von außen verursachte unvorhersehbare und unbeabsichtigte Schädigung
- Mechanik – Bewegung von Körpern unter Einfluss von Kräften

Eine große Rolle spielt die Unfallmechanik in der Unfallrekonstruktion (siehe auch Unfallanalyse), sowie in der Entwicklung und Auslegung von Rückhaltesystemen.
Wichtige Hilfsmittel sind die Grundgleichungen der Mechanik (Kraft = Masse × Beschleunigung  und  Arbeit = Kraft × Weg).